# 王敞 (成化進士)
王敞（1453年—1515年），字漢英，號竹堂。南京錦衣衛軍匠籍，明朝政治人物。成化辛丑進士。官至兵部尚書。

## 生平
成化十六年（1480年）庚子科應天府鄉試第一百六名。成化十七年（1481年）辛丑科會試第三名，登進士第二甲第九十三名。成化二十一年閏四月授刑科給事中，明孝宗即位，二十三年（1487年）十月陞工科右給事中，十二月賜一品服，与右庶子董越充正副使出使朝鮮，拒絕女樂，弘治元年（1488年）五月回國。二年五月升本科左，四年七月升本科都，八年四月升通政司右參議，十年二月升左參議，十一年九月升左通政，丁憂歸。服闋，十八年四月復除原官，正德元年（1506年）十二月升通政使。三年十月官兵部左侍郎，仍管通政司事，五年二月回部管事，三月升兵部尚书，八月劉瑾被杀后以交结权贵被弹劾，時寧夏宗藩叛逆，被武宗留用。九月寧夏事平，加太子少保，荫其子王会为锦衣卫百户。六年四月被弹劾，乞罢不允，令仍回通政使司掌印管事，五月准致仕，驰驿归家，与故旧成立诗社。敞洁廉自持，公私分明。正德十年八月卒，赠太子太保。
有《王氏家乘》。

## 佚事
王敞身材矮小，喜愛戴高頂紗帽，穿高底靴，乘高扛輿，人稱「三高先生」。

## 家族
其先居浙江西安縣，洪武中隸錦衣衛，遂為南京人。曾祖王國祥；祖父王寧；父王忠。前母袁氏；母張氏。慈侍下。